# Демихово (Вологодская область)
Демихово — деревня в Устюженском районе Вологодской области.
Входит в состав Мезженского сельского поселения, с точки зрения административно-территориального деления — в Мезженский сельсовет.
Расположена на берегу реки Черемухи — левого притока Мезги. Расстояние по прямой до районного центра Устюжны — 19 км, до центра муниципального образования деревни Долоцкое — 13 км. Ближайшие населённые пункты — Логиново, Мезга, Рожнёво.
Деревня Демихово зарегистрирована 26 января 2004 года постановлением правительства Вологодской области.